# 三小叶碎米荠
三小叶碎米荠（学名：Cardamine trifoliolata）也称汶川弯蕊芥，是十字花科碎米荠属的植物。分布在不丹、锡金以及中国大陆的湖北、云南、四川、西藏、湖南等地，生长于海拔2,000米的地区，常生于山沟、山坡林下或水边草地，目前尚未由人工引种栽培。